# مانويل ساراو
مانويل ساراو (بالإيطالية: Manuel Sarao) (11 أكتوبر 1989 بميلانو في إيطاليا - ) هو لاعب كرة قدم إيطالي في مركز الهجوم. لعب مع نادي ليكو ونادي سيرينيو كالتشيو 1913 ونادي سافونا ‏ وASD Gallarate Calcio ‏ وAC Gozzano ‏ وA.S.D. Trezzano Calcio ‏.